# Resolutie 535 Veiligheidsraad Verenigde Naties
Resolutie 379 van de Veiligheidsraad van de Verenigde Naties werd unaniem aangenomen op 29 juni 1983. In deze resolutie werd gevraagd om internationale steun aan Lesotho, dat leed onder agressie van Zuid-Afrika.

## Achtergrond
Na de Tweede Wereldoorlog voerde Zuid-Afrika de apartheid in. Tegen dit systeem rees veel protest, zowel in binnen- als buitenland. Tegenstanders werden in Zuid-Afrika zwaar aangepakt en een aantal van hen werd ter dood veroordeeld, hetgeen door de Veiligheidsraad werd veroordeeld in resolutie 503. Daarnaast werden buurlanden die steun verleenden aan die tegenstanders aangevallen. Een van die landen was Lesotho, waar het Zuid-Afrikaanse leger eind 1982 een aanval had uitgevoerd nabij de hoofdstad Maseru.
Secretaris-generaal Javier Pérez de Cuéllar had in januari 1983 een missie naar Lesotho gestuurd om met de overheid te overleggen over de veiligheid van de vluchtelingen in het land. Die kwam tot de conclusie dat Lesotho's vluchtelingenbeleid voldoende was, maar dat de kleine politie- (ca. 1500 man) en paramilitaire macht (ca. 2000 man) dringend moesten worden versterkt. Het land moest ook meer economische steun krijgen, zodat het de middelen had om meer vluchtelingen op te vangen. Lesotho was economisch immers sterk afhankelijk van Zuid-Afrika. Er werden tien prioritaire projecten vooropgesteld om daar iets aan te doen. Zo moest het ziekenhuis in Maseru, dat slechts 360 bedden had, gevoelig uitgebreid worden en moest er een brandweer worden opgericht. Bij de Zuid-Afrikaanse aanval waren immers vele huizen uitgebrand. Verder moesten strategische voedsel- en geneesmiddelenreserves worden aangelegd en een kleine waterkrachtcentrale gebouwd. Zuid-Afrika had immers al gedreigd de stroom naar Maseru af te sluiten. Verder moest een nieuwe grotere luchthaven worden gebouwd die Lesotho, dat volledig door Zuid-Afrika werd omsloten, in staat zou stellen handel te drijven met andere Afrikaanse landen.

## Inhoud
De Veiligheidsraad:
- Herinnert aan resolutie 527.
- Heeft het rapport van de missie naar Lesotho bestudeerd.
- Heeft de verklaring van Lesotho gehoord dat erg bezorgd is om de geregelde agressie van Zuid-Afrika tegen de territoriale integriteit en onafhankelijkheid van Lesotho.
- Herbevestigt zijn gekantheid tegen de apartheid en het recht van landen om vluchtelingen die door het systeem van apartheid onderdrukt werden op te vangen.
- Is overtuigd van het belang van internationale solidariteit met Lesotho.

1. Waardeert het standvastige verzet van Lesotho tegen apartheid en de vrijgevigheid ten aanzien van Zuid-Afrikaanse vluchtelingen.
2. Waardeert het dat de secretaris-generaal een missie naar Lesotho heeft geregeld.
3. Onderschrijft het rapport van de missie.
4. Vraagt de lidstaten, internationale organisaties en financiële instellingen om Lesotho te steunen.
5. Vraagt de secretaris-generaal om de kwestie over steun aan Lesotho in het oog te houden en de Veiligheidsraad op de hoogte te houden.
6. Besluit om op de hoogte te blijven.

## Verwante resoluties
- Resolutie 527 Veiligheidsraad Verenigde Naties
- Resolutie 533 Veiligheidsraad Verenigde Naties
- Resolutie 539 Veiligheidsraad Verenigde Naties
- Resolutie 545 Veiligheidsraad Verenigde Naties

Lijst ·  529 ·  530 ·  531 ·  532 ·  533 ·  534 ·  535 ·  536 ·  537 ·  538 ·  539 ·  540 ·  541 ·  542 ·  543 ·  544 ·  545